# Parc national de la Rivière Abercrombie
Le parc national de la Rivière Abercrombie (anglais : Abercrombie River National Park) est un parc australien situé en Nouvelle-Galles du Sud à 138 kilomètres à l'ouest de Sydney à proximité des montagnes Bleues.
Il a une superficie de 190 km² et a été créé le 2 décembre 1995.
Il abrite des ornithorynques, des rakalis, des wallaroos, des wallabies et des kangourous gris.
La végétation est formée surtout d'eucalyptus mais on trouve aussi des casuarinas le long des cours d'eau qui traversent le parc notamment la rivière Abercrombie.